# Cinema Audio Society Awards
Cinema Audio Society Awards é uma condecoração anual que premia as realizações de destaque em mixagem de som. As categorias são apresentados pelo Cinema Audio Society desde 1994, quando foi realizada a primeira cerimônia.